# Edward Howard (8e comte d'Effingham)
Pour les articles homonymes, voir Edward Howard.
Edward Mowbray Nicholas Howard, 8e comte d'Effingham (né le 11 mai 1971) est un pair héréditaire de la pairie du Royaume-Uni et un membre conservateur élu de la Chambre des lords.
Il est également le 18e baron Howard d'Effingham, étant un descendant direct de l'homme d'État élisabéthain William Howard (1er baron Howard d'Effingham),.

## Biographie
Fils unique de David Howard, 7e comte d'Effingham, il est nommé Lord Howard d'Effingham de 1996 jusqu'à ce qu'il hérite de la pairie de son père en février 2022,. En octobre de la même année, il est l'un des deux candidats élus lors d'une élection partielle conservatrice des pairs héréditaires pour remplacer John Astor (3e baron Astor of Hever) et David Douglas-Home (15e comte de Home).
Le 5 avril 2002, à Lima, au Pérou, Howard épouse Tatiana Tafur, et ils ont deux enfants.
Dans sa déclaration de candidat à l'appui de son élection aux Lords, Effingham déclare en 2022 qu'il est titulaire d'un diplôme en lettres classiques de l'Université de Bristol et qu'il a travaillé dans la finance chez Barclays, conseillant des entreprises britanniques en matière de change et de trésorerie. Il se décrit comme "un partisan du sport pour tous" et vit et travaille à Londres.